# Englos
Englos település Franciaországban, Nord megyében. Lakosainak száma 616 fő (2022. január 1.). Englos Sequedin, Ennetières-en-Weppes, Escobecques, Hallennes-lez-Haubourdin és Lille községekkel határos.

## Népesség
A település népességének változása:
| Lakosok száma | 561  | 602  | 616  | 609  | 613  | 613  | 615  | 614  | 616  |
|               | 2013 | 2015 | 2016 | 2017 | 2018 | 2019 | 2020 | 2021 | 2022 |